# 교토 수족관

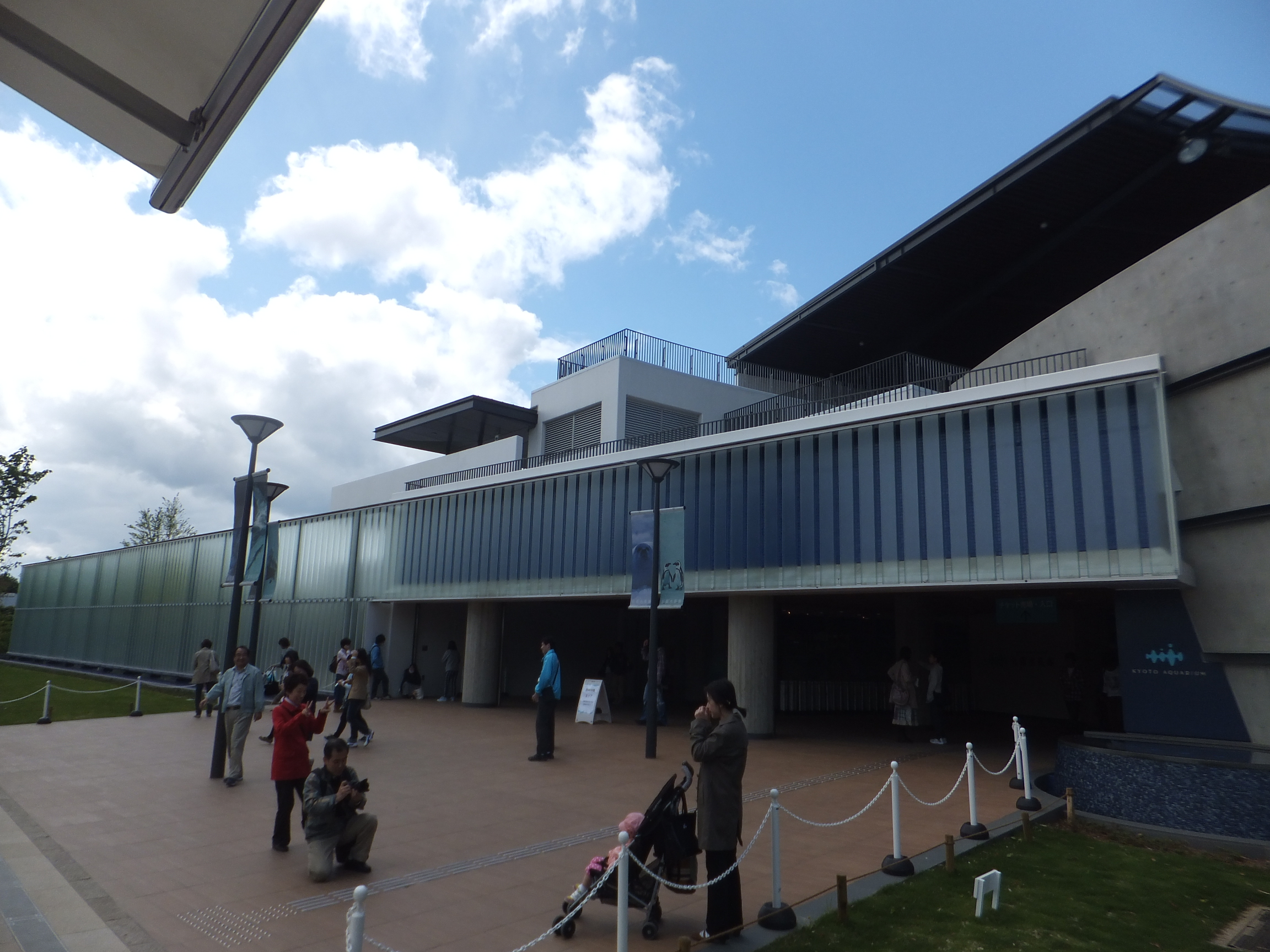
교토 수족관

교토 수족관(일본어: 京都水族館, 영어: Kyoto Aquarium)은 일본 교토부 교토시 시모교구 우메코지 공원에 있는 수족관이다.

## 개요
2012년 3월 14일에 개업한 내륙형 수족관이며, 일본 최초의 완전한 인공 해수 이용형 수족관이다. 교토역 근처 우메코지 공원의 핵심 시설 중 하나로, 오릭스 부동산이 공원의 일부 인접지를 교토에서 대차하는 형태로 관리 · 운영하고 있다. 지역을 흐르는 가모가와강에 서식하는 국가의 특별 천연 기념물 일본장수도롱뇽을 시작으로 점박이물범과 케이프 펭귄 등 동물 250종 총 1만 5000마리를 전시하고 있다. 수조 용량은 약 3,000t. 전체 물량의 약 90%에 이르는 필요 해수량은 설계 및 시공을 담당하는 다이세이 건설의 고성능 여과 시스템에 의해 만들어지는 인공 해수에서 모두 충당한다. 건축물은 지상 3층 · 옥탑 1층, 건축 면적 5,948.25m², 연면적 10,974.29m², 최대 수용 인원 5,000명이다. 건축비는 약 60억엔이 들었다.